# Nestorio (gmina)
Nestorio (gr. Δήμος Νεστορίου, Dimos Nestoriu) – gmina w Grecji, w administracji zdecentralizowanej Epir-Macedonia Zachodnia, w regionie Macedonia Zachodnia, w jednostce regionalnej Kastoria. W 2011 roku liczyła 2646 mieszkańców. Powstała 1 stycznia 2011 roku w wyniku połączenia dotychczasowych gmin Nestorio i Akrites oraz wspólnot Gramos i Arenes. Siedzibą gminy jest Nestorio.